# Rafael Jambeiro
Rafael Jambeiro es un municipio brasileño del estado de Bahía. Su población estimada en 2009 era de 24.004 habitantes.